# Урванцево (Кировская область)
Урванцево (ранее Головино, Головина, Головинский 1-й) — микрорайон города Киров Кировской области России. Деревня МО «Киров», вошедшая в черту города в 2001 году.

## География
Находится на юго-западе города.

## История
Деревня Головино Спенцынского стана Хлыновского уезда встречается в материалах переписи 1617—1619 года, переписи 1628—1629 года, где указано 8 дворов. В ревизии 1646 года в деревне Бритовской волости того же уезда дворов уже 10, на 1662 год — 2 двора, на 16721 и 1678 — 6 дворов. В переписи 1710 года деревня Головина отнесена к Сибирской губернии и впервые указано число жителей: 10 в 2 дворах. Согласно 1-й ревизии 1719—1720 годов на 1719 год в деревне насчитывалось 10, затем 9 душ мужского пола, на 1720 год — только 2, её жители были половниками. По 1-й ревизии 1722—1727 годов на протяжении этого времени Головина насчитывала 4 двора, где жили 14 мужчин. Согласно 2-й ревизии 1744—1748 годов на 1748 год в деревне проживали 20 мужчин — государственные черносошные крестьяне, а также ещё двое — государственные черносошные крестьяне, живущие в половничестве (проживали у вдовы посадского города Хлынова Елисея Москвитинова Параскевии). На 1747 год зафиксировано 7 выбывших. 3-я ревизия 1763—1764 годов зафиксировала в деревне Головины 48 жителей (22 мужчины и 26 женщин), все из которых относились к государственным черносошным крестьянам, в деревне Головинской — 6 жителей (2 мужчин и 4 женщины), черносошные крестьяне-половники, в том числе хлыновский купец Фёдор Елупьев сын Мотвитинов.
На 1802 год, по данным Списка населённых мест Вятской губернии, деревня Головина существовала уже как единое селение, относившееся к Филейской волости Вятской округи, где насчитывалось 8 дворов и 21 душа мужского пола, черносошные.
В списке населённых мест Вятской губернии 1859—1873 годов упоминается как казённая деревня Головищенская 1-я (Урванцовы), расположенная на речке Люличанке, с левой стороны от Ношульской просёлочной дороги из Вятки.
По материалам подворной описи 1884—1893 годов деревня Головина 1-я (Урванцева) относилась к Подгородному 2-му сельскому обществу Щербининской волости Вятского уезда. На 1891 год здесь было 18 семей, 10 из которых носили фамилию Лихачёвы, 7 — Михеевы, и одна — Кочуровы.
В 1915 году упомянута как Головизнинская, в то время она относилась к приходу Воскресенского собора Вятского городского благочиния.
К 1926 году деревня Урванцова(ы), или Головинский 1-й, входила в состав Красногорского сельсовета Вятской волости Вятского уезда.
К 1939 году деревня Урванцево Красногорского сельсовета Кировского района Кировской области.
К 1 июня 1978 году Крансогорский сельсовет, куда входила деревня, был передан в подчинение Октябрьскому району города Кирова.
К 1989 году деревня подчинялась Красногорскому сельсовету Октябрьского райсовета Кировского горсовета.
На 1 июня 1998 года деревня входила в Костинский сельский округ.

## Население
В списке населённых мест Вятской губернии 1859—1873 годов упоминается как казённая деревня Головищенская 1-я (Урванцовы), где было 7 дворов, в которых проживали 87 человек (45 мужчин и 42 женщины).
По материалам подворной описи 1884—1893 годов деревня насчитывала 22 двора, 107 жителей обоего пола, относившихся к государственным крестьянам, по национальности — русские.
На 1905 год в деревне было 20 дворов и 124 жителя (59 мужчин и 65 женщин).
Согласно переписи населения СССР 1926 года, здесь было 31 хозяйство, проживали 149 человек (72 мужчины и 77 женщин).
По переписи населения СССР 1939 года проживали 152 человека (67 мужчин и 85 женщин).
На 1950 год здесь имелось 34 хозяйства, численность населения осталась прежней.
Согласно Всесоюзной переписи населения СССР 1989 года постоянно проживали 29 человек (11 мужчин и 18 женщин).
В соответствии с Постановлением Кировской областной Думы № 41/253 от 7 февраля 2001 года населённый пункт был снят с учёта как самостоятельная административно-территориальная единица и включён в черту города Кирова.